# Philosophy of the World
Philosophy of the World è il primo e unico album studio della band femminile statunitense The Shaggs, pubblicato nel 1969 dalla Third Word Records e ristampato nuovamente nel 1980 dalla Red Rooster Records.

## Tracce
1. Philosophy of the World – 2:56
2. That Little Sports Car – 2:06
3. Who Are Parents? – 2:58
4. My Pal Foot Foot – 2:31
5. My Companion – 2:04
6. I'm So Happy When You're Near – 2:12
7. Things I Wonder – 2:12
8. Sweet Thing – 2:57
9. It's Halloween – 2:22
10. Why Do I Feel? – 3:57
11. What Should I Do? – 2:18
12. We Have a Savior – 3:06

## Musicisti
- Dorothy "Dot" Wiggin - chitarra, voce
- Betty Wiggin Porter - chitarra ritmica, voce
- Helen Wiggin Semprini - batteria
- Rachel Wiggin - basso elettrico